# Batocera malleti
Batocera malleti là một loài bọ cánh cứng trong họ Cerambycidae.